# Neoprociphilus
Neoprociphilus  (лат.) — род тлей из подсемейства Eriosomatinae (Pemphigini). Встречаются в Северной Америке.

## Описание
Мелкие насекомые, длина 3,3—5,3 мм.
Питаются на растениях Acer saccharum и Smilax. Диплоидный набор хромосом 2n=14
.
- Neoprociphilus aceris (Monell, 1882)[3]
  - =Pemphigus attenuatus
  - =Lachnus smilacis Williams, 1911